# At the Ryman
At the Ryman — концертный альбом американской певицы Эммилу Харрис, выпущенный лейблом Reprise Records, а также её концертный спешл для телеканала TNN и концертное видео, изданное компанией Warner Reprise Video. Все три релиза вышли в 1992 году.
Из-за проблем с голосом и стремления к творческим переменам певица в 1990 году распустила свою электрическую группу The Hot Band и собрала акустический коллектив The Nash Ramblers. Увидев его в деле, глава нэшвиллского отделения Warner Bros. Records предложил артистке запечатлеть игру ансамбля на концертном диске. Для воплощения этой задумки Харрис выбрала местный зал Ryman Auditorium, открывшийся ещё в XIX веке как дом молитвы, а позднее известный как «Материнская церковь кантри» благодаря проходившему в нём с 1943 по 1974 год шоу Grand Ole Opry. После середины 1970-х обветшалое строение зрителей уже не принимало и стояло полузаброшенное. Альбомов в нём прежде никогда не записывали.
Весной 1991 года Харрис трижды выступила в историческом здании с 2,5-часовой акустической программой. Поскольку объект пребывал в аварийном состоянии и не отвечал требованиям пожарной безопасности, за один раз в зале собиралось не более 350 человек. Аналогично прошлому «живому» проекту артистки, Last Date (1982), сет-лист представлений состоял из песен, которые она прежде не записывала. Спектр материала типично для певицы простирался от гимнов XIX века, госпела и классики кантри до современного рока и неотрадиционализма. При этом все 20 с лишним номеров шоу подавались в блюграсс-стилистике, а кульминацией каждого вечера служило появление на сцене 80-летнего «отца» жанра — Билла Монро.
Получившийся в результате альбом At the Ryman (1992) включал 17 композиций и удостоился в основном хвалебных отзывов критики равно как премии «Грэмми» за «Лучшее кантри-исполнение дуэтом или группой с вокалом». Однако не отвечая своим традиционалистским саундом рок-ориентированной кантри-моде того времени, диск имел слабые ротации на радио. В американских чартах Top Country Albums и Billboard 200 он достиг позиций № 32 и № 174 соответственно, а в британском UK Country Artists Albums — строчки № 3. Синглов в его поддержку не выпускалось. Вышедшие в том же году ТВ-спешл и концертное видео кроме музыкальных номеров, содержали интервью с Харрис и участниками The Nash Ramblers.
Выступления и релизы солистки вернули интерес публики к Ryman Auditorium и активизировали общественную дискуссию о судьбе строения, подтолкнув его собственника к решению о реновации площадки, давно находившейся под угрозой сноса. Возрождение объекта в 1994 году в качестве концерт-холла и одной из главных достопримечательностей Нэшвилла обеспечило начинанию Харрис, к тому моменту и так почитавшейся в роли хранителя традиций кантри, признание уже в разрезе историй жанра, Grand Ole Opry и самого векового зала. В свою очередь альбом At the Ryman утвердился не только как одна из эталонных работ певицы, но родоначальник нового тренда — записи в Ryman Auditorium концертных дисков.
В 2017 году артистка и бывшие члены The Nash Ramblers открыли серию праздничных мероприятий в честь 125-летия здания. Воссоединившись на сцене исторической площадки, Харрис и музыканты подряд сыграли все песни с пластинки At the Ryman, отметив таким образом не только юбилей объекта, но и 25-летие альбома. В том же году лонгплей был переиздан лейблом Nonesuch Records в расширенном и ремастерированном виде.

## Контекст и предыстория

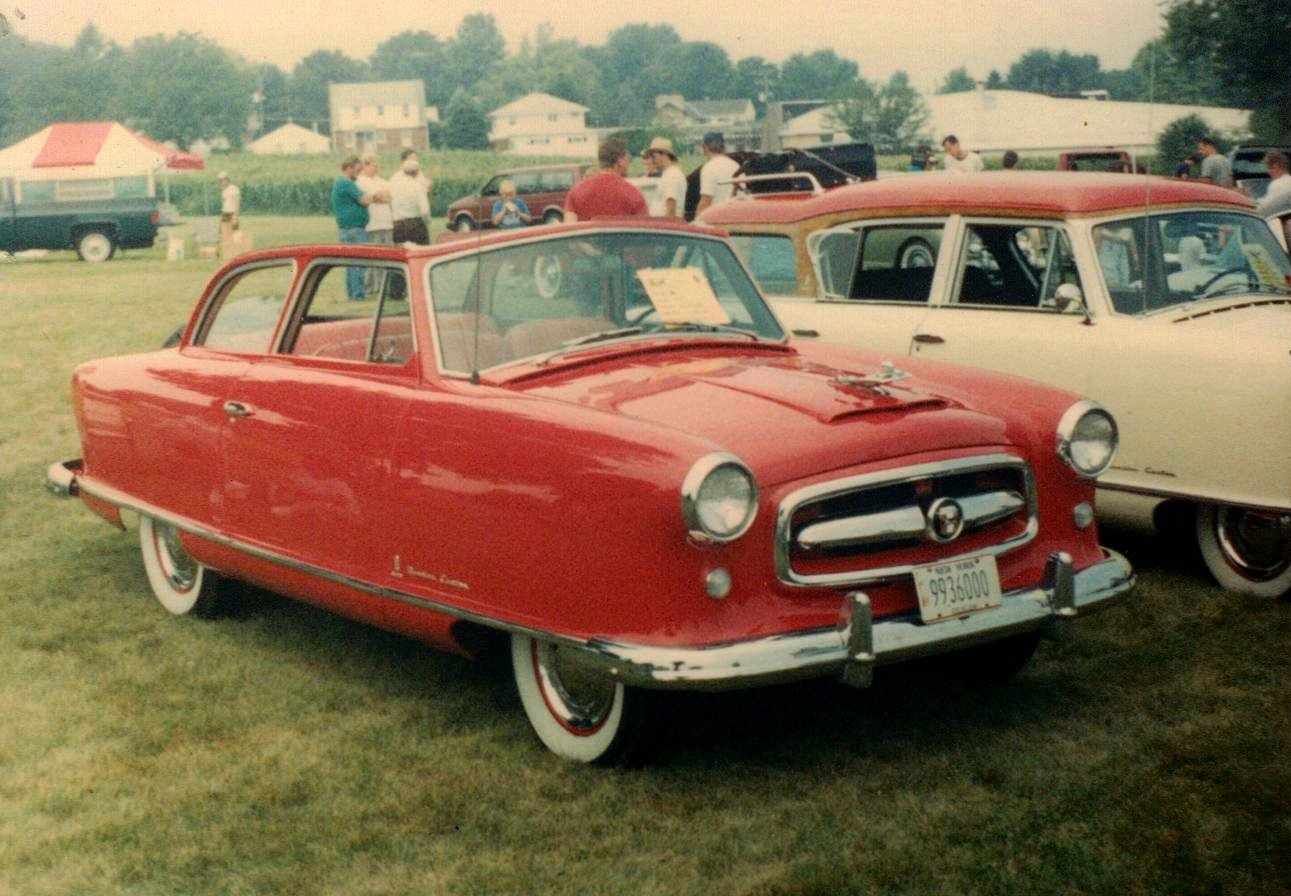
Название для нового бэнда певицы придумал её гитарный техник Мэйпл Бёрн, после того, как под вдохновением от песни The Playmates «Beep-Beep» у него в воображении возник автомобиль Nash Rambler, везущий на крыше контрабас.

К началу 1990-х годов плюс к метафорической репутации святой покровительницы кантри-рока, Харрис достигла в Нэшвилле статуса практически ангела-хранителя кантри-традиций. Попутно она стала ориентиром для нового поколения исполнительниц: почти каждая молодая певица, добившаяся успеха в «Городе музыки» в поздние 1980-е и ранние 1990-е, называла её своим главным вдохновителем и ролевой моделью. Вместе с тем коммерчески артистка утратила позиции, которые занимала в 1970-х и на заре 1980-х годов: её текущие альбомы продавались существенно слабее, ротации на радио сократились, а в кантри-чартах с середины 1980-х она имела всего пару хитов Топ-10. С конца 1980-х солистка также испытывала проблемы с горлом, тщетно борясь с различными мелкими инфекциями. В ходе летнего тура 1989 года она вдобавок заболела бронхитом, что ещё сильнее затруднило ей пение на концертах в сопровождении громких электрических инструментов.
На фоне неприятностей с голосом Харрис поняла, что устала от выступлений не только физически, но и ментально, 15 лет работая на сцене в одном и том же формате со своей аккомпанирующей группой The Hot Band. Так певица столкнулась с дилеммой: оставить всё как есть и просто устроить себе долгий отпуск, или решиться на серьёзные творческие пертурбации, собрав принципиально иную, но тихую, акустическую команду, с которой ей будет комфортно петь. В итоге она предпочла второе, хотя чёткого видения подобного коллектива не имела. «Иногда нужно просто шагнуть в неизвестность», — объясняла артистка, признавая, однако, что сперва идея отказа от успешного и надёжного электрического ансамбля её пугала. Сделать выбор в пользу смены группы и звучания исполнительницу убедил старый друг — вокалист блюграсс-квинтета The Seldom Scene Джон Старлинг. Он же подсказал ей музыканта, способного стать ядром новой команды — мандолиниста и фиддлера Сэма Буша.
Только покинувший бэнд New Grass Revival Буш, предложение певицы принял. Место бас-гитариста Харрис сперва прочила выходцу из The Hot Band Эмори Горди, но он отказался, и тогда солистка наняла популярного сессионщика Роя Хаски-младшего. Тот был потомственным басистом: его отец многие годы аккомпанировал кантри-звёздам в шоу Grand Ole Opry. Управляться с добро, банджо и гитарой вокалистка позвала Эла Перкинса, наиболее известного участием в команде The Flying Burrito Brothers. С ним она впервые работала ещё над сольными альбомами своего музыкального ментора Грэма Парсонса. Барабанщиком ансамбля стал экс-член коллектива Seatrain Ларри Атаманюк, игравший в основном щётками, а не палочками, дабы певица могла проявить своё хрипящее сопрано в лучшем виде не перенапрягая связки. Наконец, роль второго гитариста взял на себя молодой, но перспективный Джон Рэндалл Стюарт. Его Харрис привлекла по рекомендации Карла Джексона (сам он вакансию занять не смог, так как гастрольный график артистки оказался для него слишком плотным).
Перебрав несколько вариантов названий для бэнда, певица и музыканты остановились на The Nash Ramblers. Последнее происходило от американского автомобиля 1950-х годов Nash Rambler и было навеяно воспевавшим эту машину ретро-хитом «Beep-Beep» группы The Playmates, который солистка и её свежесобранная команда порой играли перед концертами для разминки. Одновременно первое слово в имени ансамбля могло читаться как отсылка к Нэшвиллу, а второе — к блюграсс-ориентированной стилистике коллектива. Стилистика эта между тем совсем не отвечала моде: кантри-радио к тому моменту переключилось с новых традиционалистов на «новых арена-максималистов» (как их окрестил редактор The Journal of Country Music Дэниел Купер) — артистов, вдохновлявшихся рок-группами Journey и Foreigner и разбивавших гитары на стадионах; Харрис же со своим акустическим бэндом чествовала таких авторов-исполнителей как Кёрли Уильямс, Текс Оуэнс и Киран Кейн. Подобная специфика однако не мешала The Nash Ramblers поражать аудиторию виртуозностью, приняв на этом поприще эстафету у The Hot Band.
В 1990 году вокалистка отправилась в первый тур с недавно созданным ансамблем. Посетив одно из шоу певицы в Калифорнии, глава Warner Bros. Records Nashville Джим Эд Норман загорелся идеей запечатлеть игру The Nash Ramblers в концертном альбоме — даже если из этого не выйдет особого коммерческого прока. В сентябре того же года топ-менеджер организовал солистке и её группе выступление в зале нэшвиллского Tennessee Performing Arts Center, попросив Ричарда Беннетта и Аллена Рейнольдса — продюсеров, работавших над харрисовским диском Brand New Dance (1990) — дать по результатам ивента своё резюме. Аналогично Норману, те воодушевились увиденным и запись «живого» лонгплея артистки и акустического коллектива была назначена на март 1991 года. Как выяснилось позднее, даже пробное осеннее шоу исполнительницы уже фиксировалось на аудиоплёнку — спустя почти 30 лет этот материал нашёлся в архивах лейбла и увидел свет в виде пластинки Ramble in Music City: The Lost Concert (2021), позволив слушателям приобщиться к мероприятию, ставшему прообразом более известных весенних концертов.

## Выбор и специфика площадки

«Он словно старая гитара. Жалко совсем списывать его со счетов. Полагаю, Grand Ole Opry сохранит свой дух, независимо от того, в каком именно здании она расположится, но нет причин низводить Ryman до места, куда люди приходят лишь затем, чтобы посмотреть, где музыка исполнялась когда-то», — говорила Харрис о полузаброшенном зале, который, по её мнению, заслуживал, чтобы в нём проходили концерты.

Предстоящие мартовские выступления с The Nash Ramblers певица решила вновь организовать в Нэшвилле. По ходу обсуждения подходящих для шоу залов в какой-то момент всплыл старинный Ryman Auditorium, но шанс заполучить его был крайне мал. «Когда его упомянули, реакция была примерно такой: „Пожалуйста, не называйте это место, потому что если мы не сможем сыграть там, все остальные площадки покажутся второсортными“», — вспоминала Харрис. Тем не менее собственник строения, компания Opryland USA, позволил исполнительнице провести в историческом объекте представления, но с условием, что в дневное время сцена и прилегающие помещения останутся свободны, дабы их могли посещать туристы. По словам певицы, таким удачным поворотом событий она обязана Бонни Гарнер (партнёру музыкального менеджера артистки — фирмы Mark Rothbaum & Associates), которая и предложила использовать Ryman Auditorium для концертов, а затем сама получила на них согласие владельца площадки. Как только договорённости о выступлениях певицы в здании были достигнуты, её лейбл Warner Bros. Records совместно с принадлежащим Opryland USA телеканалом TNN начал также готовиться к съёмке шоу для спешла и концертного видео.
Выбранный певицей для записи альбома зал открылся в 1892 году как дом молитвы для евангелистов под названием Union Gospel Tabernacle. Параллельно в нём проходили и светские мероприятия: концерты, театральные и танцевальные представления таких артистов как Таллула Бэнкхед, Фанни Брайс, Энрико Карузо, Джон Маккормак и Марта Грэм, что обеспечило зданию репутацию «Карнеги-холла Юга». После смерти в 1904 году его владельца, магната Томаса Раймана, строение переименовали в Ryman Auditorium. С 1943 года зал служил «домом» для шоу Grand Ole Opry, прославившись с тех пор как «Материнская церковь кантри». Этот неформальный титул отражал новый статус площадки как мекки, куда каждые выходные толпы людей стекались на выступления Роя Экаффа, Хэнка Уильямса, Минни Пёрл, Пэтси Клайн и других легенд жанра. В 1974 году Opry сменила место дислокации, и сильно обветшалый к тому моменту зал закрылся. Со временем он всё больше приходил в упадок, а в прессе нарастали слухи о его грядущем сносе. К началу 1990-х Ryman Auditorium являлся туристическим объектом с магазинчиком кичевых сувениров. «Окна были разбиты, повсюду летали голуби, и там проводились двухдолларовые экскурсии», — вспоминал певец Марти Стюарт. От случая к случаю в здании проводились теле- и киносъёмки (в том числе музыкальных ТВ-спешлов).
Именно связь Ryman Auditorium с историей и традициями в первую очередь заставили Харрис остановить выбор на этой площадке. Другими важным аргументом в пользу столетнего здания стала его особая акустика. В частности, лишённый углов зрительский зал, по ощущениям певицы, не имел плохих мест с точки зрения звука. Кроме того, ввиду своего изначально религиозного предназначения, строение обладало умиротворяющей, церковной атмосферой, напоминая храм. «Чтобы там ни было, оно определённо вызывает благоговейный трепет или чувство соприкосновения с чем-то неизведанным», — отмечала артистка. Вместе с тем в Ryman Auditorium эпохи Grand Ole Opry Харрис ни разу не была и не выступала. Хотя в 1970 году она недолго жила в Нэшвилле, но работая официанткой и заботясь о четырёхмесячной дочери, не имела возможности посетить шоу. В то время несостоявшуюся фолк-певицу больше волновали получение продуктовых талонов и доступ к программе Медикейд. Когда же в 1975 году стартовала её успешная сольная карьера в музыке кантри, здание уже закрылось. Тем не менее впоследствии исполнительница участвовала в ряде телесъёмок, проходивших в зале, включая передачу канала PBS, посвящённую Хэнку Уильямсу, однако все они проводились без аудитории.

## Подбор и репетиция материала

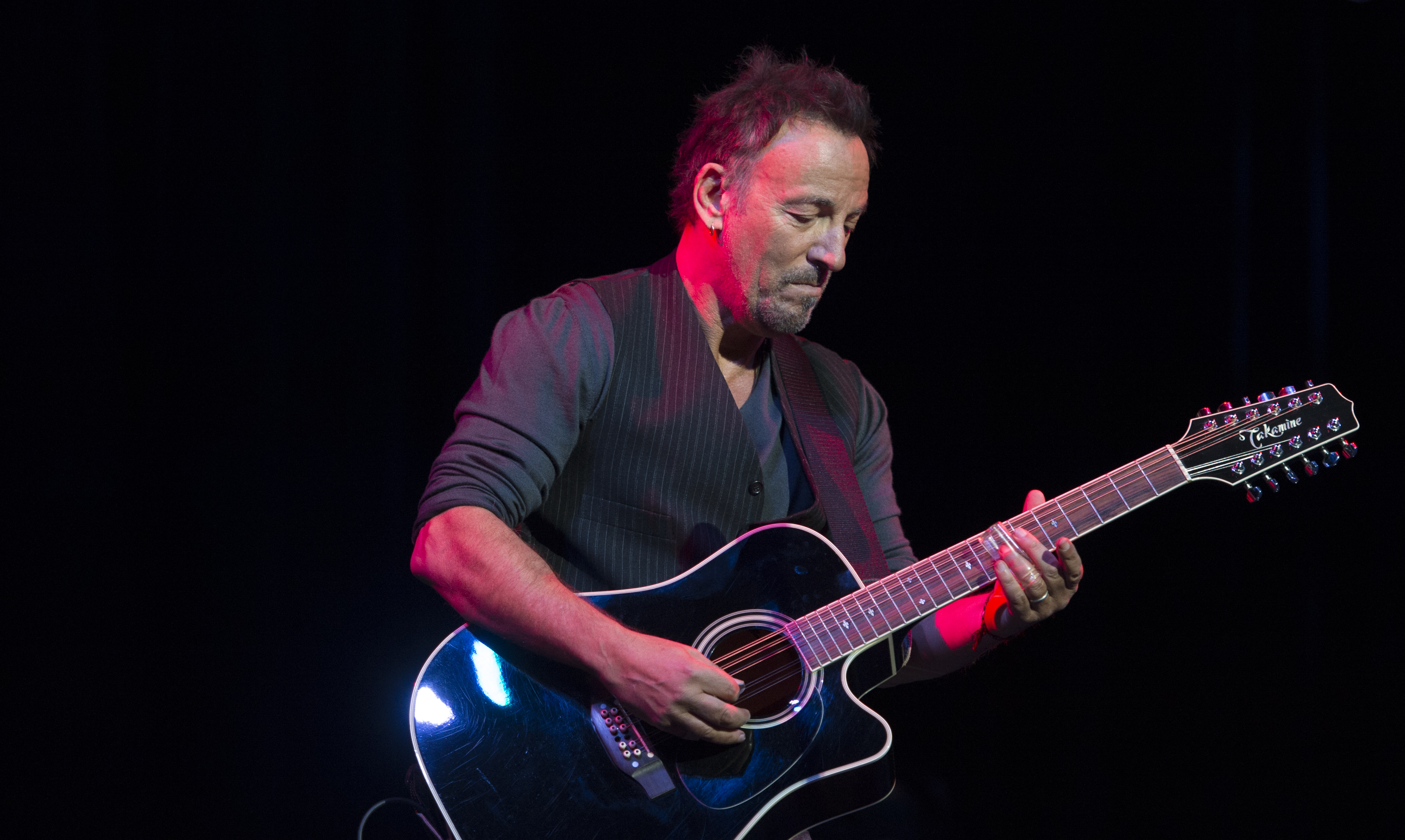
Как в 2016 году отметил журнал Rolling Stone, вероятно, никто из кантри-артистов не чествовал Брюса Спрингстина и не исполнял его работ больше, чем Харрис, полагавшая, что некоторые треки рокера по сути своей являются кантри-песнями. На концертах в Ryman Auditorium она записала уже пятую по счёту композицию певца.

Формируя программу предстоящих выступлений, певица использовала тот же подход, что и при создании прошлой концертной пластинки, Last Date (1982): вместо своих «лучших хитов», она решила остановиться на композициях, которые прежде не записывала. Более того, теперь задача состояла в том, чтобы запечатлеть момент, когда Харрис поёт эти произведения перед публикой впервые. «Чисто технически, позднее мы, наверное, будем играть их лучше. Однако с воодушевлением от первого исполнения для аудитории на сцене ничто не сравнится», — говорила артистка. В свойственной ей манере, подготовленная для шоу коллекция материала отличалась разнообразием, глубоко исследуя не только наследие музыки кантри, но и добротные образцы песенной традиции вообще, сочетая, например, подряд гимн XIX века «Hard Times» Стивена Фостера, медитативную песню «Mansion on the Hill» Брюса Спрингстина и бурную кельтско-блюграссовую мелодию «Scotland» Билла Монро. Жанровый срез сет-листа в конечном счёте демонстрировал ковбойские песни, хонки-тонк, блюграсс, госпел, неотрадиционализм и рок.
Первыми номерами, отобранными артисткой для концертов стали «Cattle Call» Эдди Арнольда и госпел «Get Up, John» (изначально — инструментал Монро, для которого Марти Стюарт и Джерри Салливан в дальнейшем написали слова). Затем список пополнили такие произведения как «Guitar Town» Стива Эрла, «Lodi» Джона Фогерти, «Walls of Time» Монро и Питера Роуэна, «Abraham, Martin & John» Диона и «It’s a Hard Life Wherever You Go» Нэнси Гриффит — всего в программу вошло более 20 композиций. Нашлось в сет-листе место и для песни «Calling My Children Home» группы The Country Gentlemen, ранее записанной Харрис, Линдой Ронстадт и Долли Партон для их совместного альбома Trio (1987), но так в него и не попавшей. Некоторые же предварительно намеченные для шоу вещи певица в итоге не пела, поскольку не смогла органично вписать их в проект. Среди них «If Teardrops Were Pennies» и старый хит Джима Ривза «According to My Heart».
Вместе с тем на подход Харрис к выбору материала значительно повлиял зал, в котором она собиралась выступать, и его особый статус в истории музыки кантри. В результате все песни в шоу объединяла общая концепция: они либо уже звучали со сцены Ryman Auditorium в 1943—1974 годах, когда в нём базировалась Grand Ole Opry, либо должны были (в представлении артистки) там исполняться, если бы история сложилась иначе и передача не переехала в новое здание. «Я думаю, было бы здорово, если бы Джон Фогерти сыграл в Ryman. Или Стив Эрл и Нэнси Гриффит. Полагаю, именно такого рода людей мы бы слышали, если бы Opry всё ещё вещала из Ryman», — объясняла своё видение певица. Брюс Спрингстин, согласно Харрис, тоже мог бы выступать на этой площадке, поскольку поэзия, мелодии и суровость его песен служат естественным продолжением того, что делал Хэнк Уильямс. «Это материал для Ryman», — заключила она.
В вышедшем впоследствии альбоме, помимо общей для всех песен концепции, несколько созвучных по своему посылу композиции (отрезок «Lodi» — «Get Up, John») были выстроены в секвенцию, создававшую своеобразное эссе о том, каково жить с чувством утраты и одиночества. Кроме того, приметив такие номера как «Mansion on the Hill» Спрингстина, «It’s a Hard Life Wherever You Go» Гриффит и «Hard Times» Фостера, журналист газеты Los Angeles Times Джим Вашбёрн предположил, что они могут выражать гражданскую позицию Харрис относительно тягот жизни в современной Америке. Аналогично присутствие в программе упомянутого произведения Гриффит и объединённой с ним в один номер композиции «Abraham, Martin and John» корреспондент издания Ottawa Citizen Чарли Маккензи трактовал как движение певицы в сторону остросоциальной музыки, чем она прежде не отличалась. Сама артистка однако подобные версии исключила, объяснив, что выбирает песни, которые кажутся ей правдивыми в общечеловеческом смысле и не пытается через них делать каких-либо конкретных заявлений.
Изначально концерты в Ryman Auditorium планировались на март, но дабы не готовиться к ним в авральном режиме, шоу решили провести в конце апреля—начале мая. В итоге мероприятие пришлось на 99-ю годовщину открытия «Материнской церкви кантри». Хотя подготовка к выступлениям была долгой, проходила она скромно: певица и музыканты собирались в гостиной Харрис, иногда с членами семей, и проводили нечто среднее между pickin' party и репетициями, пробуя разные тональности, инструменты, вокальные аранжировки и делая короткие записи на магнитофон для Ричарда Беннетта и Аллена Рейнольдса, чтобы те могли потом высказать замечания. Поскольку материал являлся новым и для группы, и для Харрис, данный этап занял около двух месяцев. Затем примерно за неделю до концертов они арендовали в Нэшвилле репетиционный зал, где уже на сцене проигрывали программу от начала до конца всё оставшееся время.

## Концерты, запись и съёмка

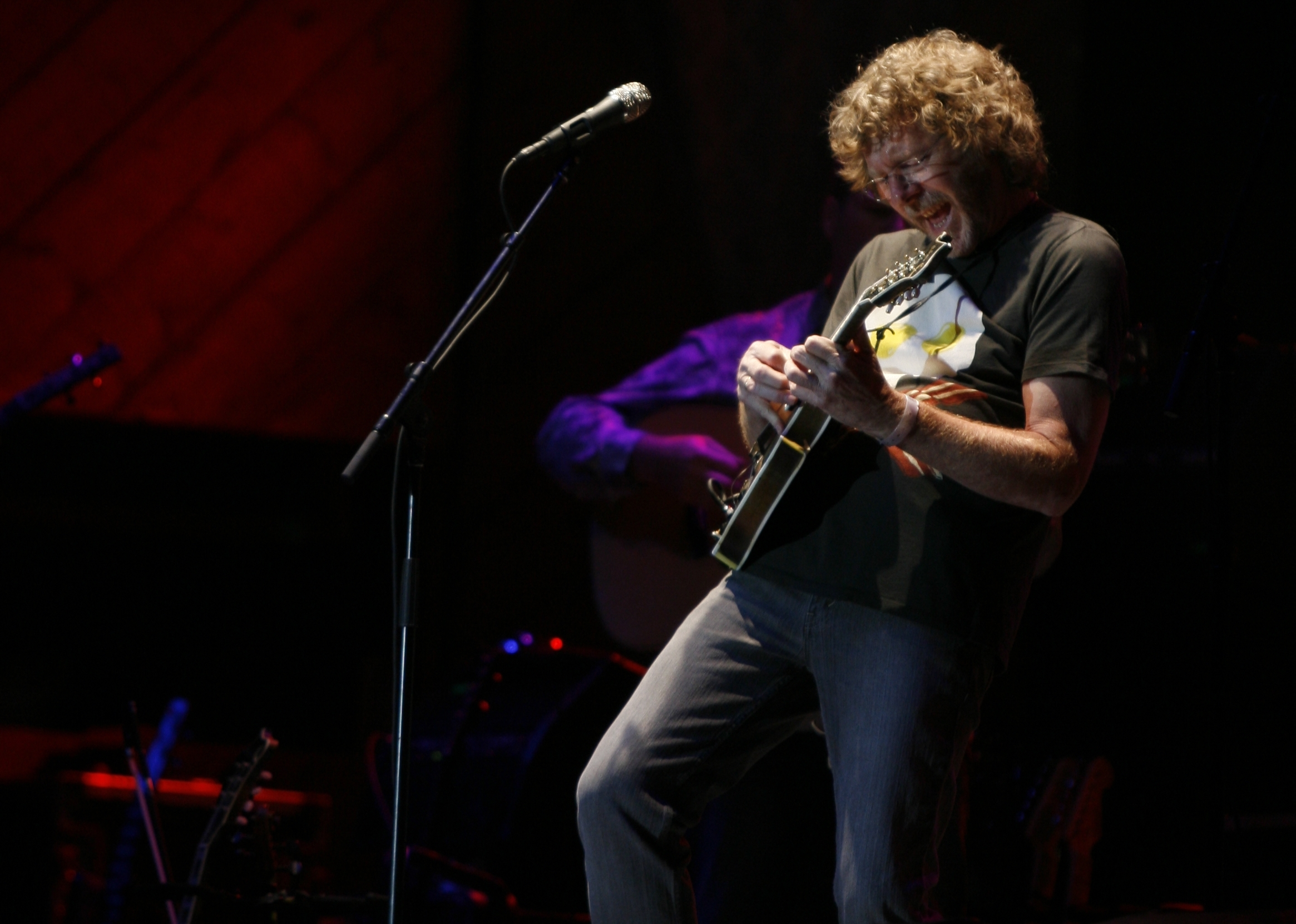
Зажигательную и техничную игру Сэма Буша в составе The Nash Ramblers газета Los Angeles Times в 1991 году сравнила по оказываемому на зрителя впечатлению со спецэффектами к свежевышедшему боевику «Терминатор 2», а самого музыканта, обыгрывая его фамилию, с пылающей купиной (англ. burning bush).

В Ryman Auditorium Харрис и The Nash Ramblers в итоге дали три акустических концерта: 30 апреля, 1 и 2 мая 1991 года. Поскольку старинное здание не отвечало современным требованиям пожарной безопасности, число зрителей на отдельно взятом шоу не превышало 350 человек. Кроме того, в силу ветхости площадки, публике запрещалось располагаться на балконах или под ними. Попасть на выступления можно было лишь по приглашениям и потому певица знала лично всех находившихся в зале. Таким образом мероприятие больше походило на частную встречу выпускников, на которой присутствовали гости в диапазоне от парикмахера, экономки и няни младшей дочери Харрис до таких артистов как Родни Кроуэлл, Джон Прайн, Кэтти Маттеа, Шелби Линн, Даг Грин (Riders in the Sky) и Рассел Смит (The Amazing Rhythm Aces). Сет-лист каждого вечера насчитывал свыше 20 композиций. Длительность программы составляла более 2,5 часов.
Кульминацией представлений был выход на сцену Билла Монро. Вместе с Харрис он исполнил народный американский танец бак-дэнс, в то время как участники The Nash Ramblers играли сочинённую артистом инструменталку «Scotland». Стремясь впечатлить певца, слывшего мастером этого танца, солистка загодя практиковалась и сделала на своих ковбойских сапогах специальные набойки (их ритмичное постукивание по деревянному полу слышно в начале трека в альбоме). Также по ходу программы Монро сыграл зажигательный мандолинный дуэт с бэнд-лидером The Nash Ramblers Сэмом Бушем. Само появление ветерана на подмостках Ryman Auditorium, где он впервые выступил более 40 лет назад, служило важной отсылкой к истории зала. Именно здесь автор «Blue Moon of Kentucky» впервые собрал в своей группе гитариста Лестера Флэтта и банджоиста Эрла Скрагса, выведя в результате новую форму музыки кантри, построенную на плотных вокальных гармониях, исключительном инструментальном мастерстве и вскоре ставшую известной как блюграсс. В качестве трибьюта Монро в программу вошли ещё две написанные им песни: «Walls of Time» и «Get Up, John». Вторая при этом в ходе концертов Харрис сорвала самые длинные овации.
Кроме Монро, на сцене не было знаменитых гостей; яркие костюмы, вспышки стробоскопа или клубы дыма в программе также отсутствовали. Вместо них в основу шоу легли искренность и беспретенциозность музыки и такой же подход к её исполнению. С учётом же истории площадки, эти стороны своего творчества певице предстояло проявить ещё сильнее, чем обычно. В итоге, по словам Харрис, выход на сцену Ryman Auditorium стал одним из тех стратегических моментов в её карьере, когда она нервничала. Однако затем, вдохновляясь антуражем мероприятия, быстро пришла в себя. «Разве это не прекрасное место, для того, чтобы вдохнуть хиллбилли-пыль»?, — сверила артистка собственные ощущения с публикой в зале после исполнения композиции «Half as Much». В свойственном ей ещё с 1970-х годов стиле, солистка в ходе концертов была одета в ковбойские сапоги, голубые джинсы и жакет с причудливой вышивкой, как обычно играя на акустической гитаре Gibson J-200. Волосы Харрис, уже в ранней молодости имевшей седые пряди, к тому времени стали полностью пепельными. Под конец программы исполнительница тем не менее меняла своё привычное сдержанное и элегантное сценическое облачение на мини-юбку из денима и топ с Old Glory.
Хотя из Ryman Auditorium многие годы вещало шоу Grand Ole Opry, зал никогда не использовался специально для записи альбомов. Под эту задачу Аллен Рейнольдс и Ричард Беннетт привлекли из Нью-Йорка мобильную студию-трейлер Record Plant Remote. У персонала и музыкантов был один день на отстройку звука, затем прогон всей программы на сцене ночью и, наконец, три вечера записи. По воспоминаниям работавшего над проектом инженера звукозаписи Кустера Макаллистера, столь сжатые сроки не вызвали никаких проблем, поскольку Харрис и её группа были очень хорошо сыграны. Вместе с тем, соблюдая требования администрации площадки, продюсеры каждый день оснащали сцену в 16:30, а после очередного концерта освобождали обратно. Имея сперва проблемы со снятием правильного щелчка с контрабаса при игре слэпом, инженеры методом проб и ошибок подобрали подходящий микрофон-пушку AKG CK-8. Звук мандолины и фиддла Буша формировался кастомным преампом Chard (создан Ричардом Батталья), а для передачи вокала Харрис использовался ленточный микрофон Beyer 500.
По ходу программы также снималось концертное видео (за него отвечал режиссёр Байрон Бинкли с телеканала TNN). На съёмку Харрис согласилась при условии, что процесс не помешает основной цели — записи альбома. В результате телевизионщики действовали ненавязчиво, фиксируя шоу лишь с четырёх камер. Постоянные утомительные пересъёмки, свойственные таким проектам, в данном случае не проводились: Рейнольдс и Беннетт заранее объяснили представителям ТВ, что не хотят повторных дублей и, за исключением одного короткого эпизода на третьем выступлении, подобного не происходило. Тем не менее на протяжении всех трёх вечеров в зрительном зале специально для съёмок горел свет. Кроме того, аудитория получила инструкции, когда нужно аплодировать и насколько активно. Вдобавок, для визуальной имитации полного зала, немногочисленную публику попросили сосредоточиться возле сцены.

## Аудио-, ТВ- и видеорелизы
Записи весенних выступлений Харрис и The Nash Ramblers в «Материнской церкви кантри» были изданы под названием At the Ryman сразу в трёх вариантах: альбом, ТВ-спешл и концертное видео. Все они появились в знаменательном для Ryman Auditorium 1992 году, когда старинному залу исполнилось 100 лет. Последнее обстоятельство, по словам Харрис, являлось чистыми совпадением — ни сами акустические шоу, ни подготовленные на их основе релизы к вековому юбилею исторической площадки специально не подгадывались.
Альбом вышел 14 января на лейбле Reprise Records. В продажу он поступил сразу на трёх носителях: грампластинке, компакт-диске и аудиокассете. При этом его обложку украшала иллюстрация, изготовленная в старинной типографии Hatch Show Print, знаменитой своими гастрольными афишами для артистов Grand Ole Opry. Из более чем 20 композиций с концертов, в данный релиз вошло 17. Их звучание, по заверению Ричарда Беннетта, осталось идентичным тому, что слышали зрители в зале (не считая ряда мелких корректировок), поскольку вопреки обычной практике работы с «живыми» проектами, At the Ryman практически не имел овердабов. «Думаю, было, может, полдюжины точечных правок — нота тут, слово там. Это очень целостный, и очень честный альбом», — объяснял он. Реверберация на записи, согласно продюсеру, также является естественной. В свою очередь Харрис отмечала, что в основном выполнить овердабы попросту не представлялось возможным — акустика самой площадки настолько сильно окрашивала любой инструмент, что всякая попытка что-либо исправить делала саунд «потешным».
В итоге релиз получил признание критиков и завоевал премию «Грэмми» за «Лучшее кантри-исполнение дуэтом или группой с вокалом». Однако, несмотря на это, по кантри-радио его практически не крутили. По словам Харрис, лейбл не нашёл в альбоме потенциальных хитов Топ-40 и потому не выпустил в поддержку проекта ни одного сингла. Ввиду слабых ротаций, он поднялся в чарте Top Country Albums лишь до строчки № 32. Тем не менее в целом его продажи оказались удовлетворительными, хотя он не стал золотым, как многие другие диски певицы.
Премьера первого собственного спешла Харрис, коим стал At the Ryman, состоялась 15 января на канале TNN. Срежиссированный Байроном Бинкли 50-минутный выпуск чередовал концертные номера с закулисными интервью, в которых участники The Nash Ramblers рассказывали, например, о роли Grand Ole Opry в их музыкальном прошлом, объясняя, как шоу вдохновило их связать жизни с жанром кантри, а певица описывала свои подходы к подбору материала: будь то работы неизвестных авторов или классиков. Помимо этого, сюжет запечатлел совместное выплясывание бак-дэнса артисткой и Биллом Монро. Фрагмент с исполнением песни «Rollin' and Ramblin'» (в альбом не попала) также ротировался по телевидению отдельно — как видеоклип. Позднее на основе ТВ-спешла было подготовлено и выпущено 45-минутное концертное видео. Оно вышло 18 февраля в форматах VHS и LaserDisc на лейбле Warner Reprise Video.
В поддержку своих релизов Харрис и The Nash Ramblers в 1992 году провели гастроли под названием Ryman World Tour. Кроме шоу в родных США, концертный график певицы и ансамбля включал также европейские представления — во Франции, Англии, Голландии, Германии, Норвегии, Австрии, Венгрии, Швейцарии, Ирландии, Северной Ирландии, Польше и Чехословакии. На этих выступлениях поклонники могли среди прочего приобрести тематический сувенир — пурпурную футболку с изображённым на ней красным автомобилем Nash Rambler.

## Последствия и значение

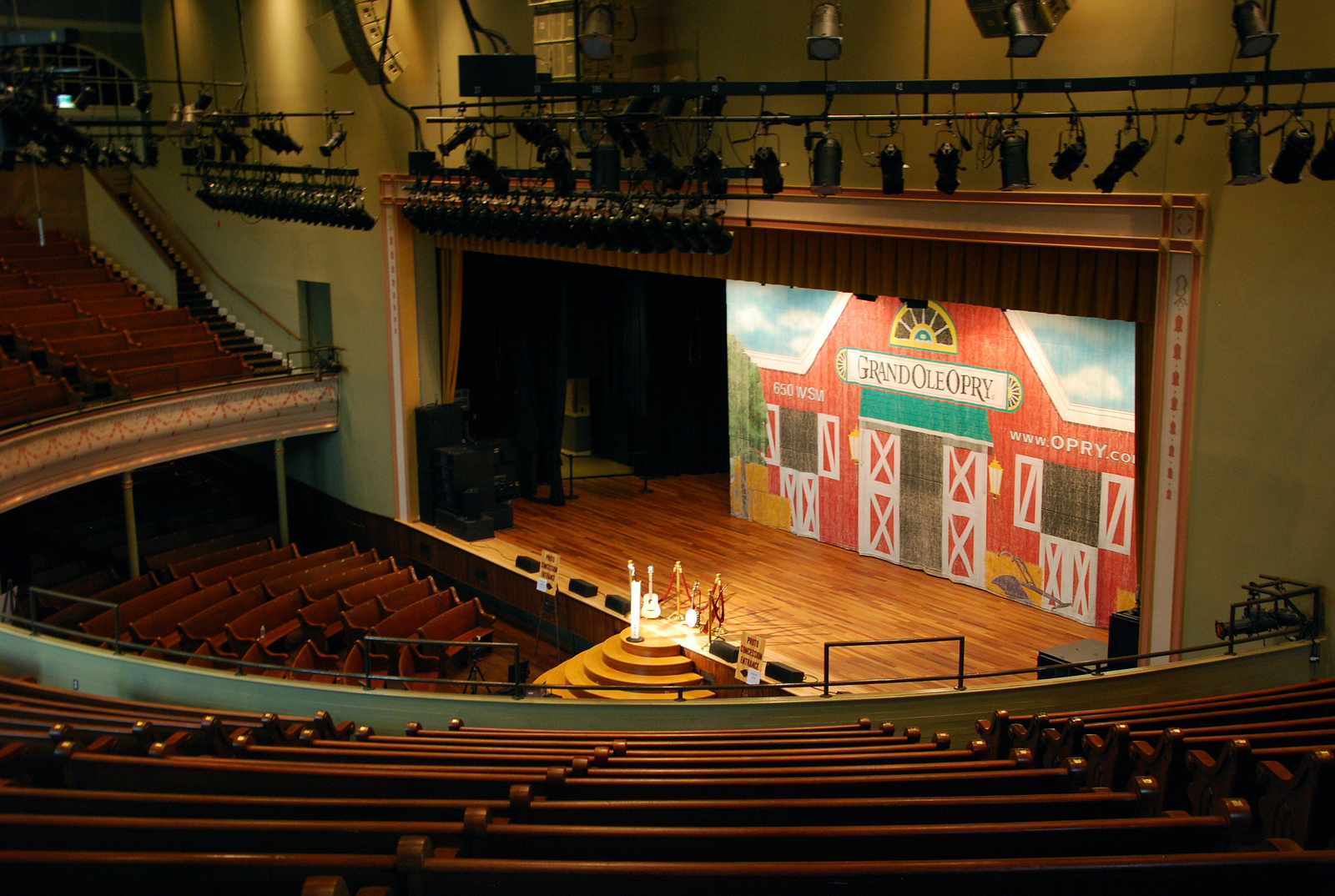
Согласно Харрис, она не предвидела, что её концерты помогут спасти здание: «Я была лишь музыкантом, в рабочем порядке искавшим место для записи „живого“ альбома со своей группой», — говорила певица. В будущем подобные диски в зале записывали Нил Янг, Левон Хелм, Ронда Винсент, Джейсон Исбелл и другие артисты.

Три выступления Харрис и The Nash Ramblers в обветшалом Ryman Auditorium вновь привлекли внимание общественности к красоте и ценности этого долгое время законсервированного объекта. Параллельно концерты напомнили публике об уникальной акустике зала, равно как его роли в музыкальной истории. «Люди чувствовали, что присутствовали на мероприятии, которое служило важным высказыванием о наследии и о прошлом Нэшвилла, прошлом музыки кантри и её будущем, высказыванием, сделанным женщиной, которая являлась прогрессивной, но также несла знамя The Louvin Brothers и Билла Монро. Я знаю не много событий, имевших такое же значение как данная серия концертов», — констатировал кантри-историк Джей Орр, посетивший в 1991 году одно из этих шоу. Выпущенный в январе 1992-го и получивший премию «Грэмми» альбом At the Ryman приковал к площадке как историческому памятнику, сыгравшему важнейшую роль в американской популярной музыке, взгляды аудитории уже далеко за пределами Нэшвилла. Позднее в том же месяце Харрис была принята в члены Grand Ole Opry.
Между тем владевшая Ryman Auditorium фирма Opryland USA в начале 1990-х всё ещё не определилась: восстанавливать здание или сносить (второе было актуально в свете роста цен на землю в даунтауне, где находился объект), но вызванный проектом Харрис общественный резонанс, подтолкнул организацию к решению вопроса. По словам Стива Бьюкенена, отвечавшего тогда в компании за маркетинг Opry и Ryman, выступления певицы привлекли внимание к залу с самых разных сторон и стимулировали появление всяческих идей о его будущем, в том числе о возвращении строению части прежних функций. Весной 1992 года в здании прошёл концерт в честь его векового юбилея, вновь для малочисленной аудитории. Помимо Харрис, в шоу участвовали Винс Гилл, Рики Скэггс, Монро и Конни Смит. В ноябре того же года собственник Ryman Auditorium объявил о планах полной реновации и открытия площадки в качестве концерт-холла. Таким образом, как отметил музыкальный критик газеты Los Angeles Times Рэнди Льюис, решение Харрис сыграть в «Материнской церкви кантри» оказалось поворотным в судьбе зала, послужив толчком к восстановлению его былого великолепия. «Пожалуй, больше, чем любое другое событие, этот концерт, включавший появление основоположника блюграсса Билла Монро, предзнаменовал возрождение Ryman как прекрасной достопримечательности», — отметил в своей книге об истории объекта искусствовед, Ph.D, Уильям Эйнланд.
Торжественное открытие восстановленного Ryman Auditorium состоялось 4 июня 1994 года. В результате стоившей $8,5 млн реновации объект пришёл к современным стандартами пожарной безопасности, но сохранил свою историческую ценность и знаменитую акустику. В нём наконец появились система кондиционирования и гримёрки, а со скамеек была счищена жевательная резинка столетней давности. В феврале 1995-го Харрис дала в здании большое (свыше 3,5 часов, около 40 номеров) выступление, которым завершила сотрудничество с The Nash Ramblers. В качестве специального гостя на мероприятии появился Монро, исполнивший композиции «Blue Moon of Kentucky» и «Kentucky Waltz». В январе 1999 года Grand Ole Opry провела в «Материнской церкви кантри» три выпуска подряд, а в 2000-м вещала оттуда уже весь январь. С тех пор Ryman Auditorium снова стал «домом» Opry, однако теперь только в зимний период. Одновременно в 2,362-местном зале всё чаще начали проходить концерты не только современных представителей и ветеранов музыки кантри, но и широкого круга рок-, поп-, инди-, фолк, соул- и R&B-исполнителей. В итоге площадка превратилась в одну из главных «жемчужин» Нэшвилла, почитаемую как туристами и местными жителями, так и артистами самых разных жанров.
Согласно журналу Rolling Stone, Харрис и её группа своим шоу не только вдохнули жизнь в полуразрушенное историческое здание, заложив фундамент для его будущего восстановления, но и породили тренд записи в «Материнской церкви кантри» концертных пластинок. В этом свете редакторы издания включили диск At the Ryman в собственный перечень Live at the Ryman: 10 Best Concert Albums Recorded at Historic Venue (2019), подчеркнув, что всё прочие релизы такого рода восходят именно к данному лонгплею. «Как „живой“ альбом — он диво; как документальное свидетельство события, которое помогло пробудить интерес Нэшвилла к спасению его самого знаменитого здания, он не иначе как экстраординарен», — резюмировали авторы материала. В следующем году аналогичный список представили обозреватели газеты The Tennessean, оговорившись, что хотя их перечень и не является рейтингом, в нём всё же есть альбом № 1 — и это проект At the Ryman. «Спросите кого угодно: то была искра, которая привела к реновации и повторному открытию Ryman в 1994-м», — резюмировали журналисты, назвав диск также драгоценным образцом прото-американы. Годом ранее то же СМИ внесло концерты Харрис в свой хронологический перечень самых революционных шоу, когда-либо проходивших в Ryman Auditorium.
Кантри-колумнист газеты Chicago Tribune Джек Хёрст в 1992 году назвал альбом At the Ryman одним из наиболее важных эпизодов в «творческой одиссее» певицы, прошедшей в Нэшвилле путь от чужака из поп- и рок-среды до президента правления Фонда музыки кантри (институции, занятой сохранением традиций жанра). Согласно созданной под эгидой Зала славы и музея кантри исторической книге Will the Circle be Unbroken. Country Music in America (2006), записанный с The Nash Ramblers диск стал одной из многих эталонных работ в «долгой, авантюрной и выдающейся» карьере Харрис, тогда как запечатлённые на нём блюграсс-ориентированные шоу предвосхитили тренд «возвращения к истокам» за девять лет до успеха картины «О, где же ты, брат?» (2001).

## 25-летие альбома
В 2017 году исполнилось 25 лет диску At the Ryman (1992) и 125 лет залу Ryman Auditorium. Альбом в апреле того же года был переиздан лейблом Nonesuch Records на двух грампластинках. При этом купившим лонгплеи непосредственно в «Материнской церкви кантри» или через её онлайн-магазин, в подарок полагался виниловый сингл с двумя неизданными ранее треками — «Rollin' and Ramblin' (The Death of Hank Williams)» и «The Nash Ramble». Параллельно администрация Ryman Auditorium отвела Харрис центральную роль в праздновании знаменательной годовщины самой площадки, пригласив артистку открыть серию посвящённых этому событию мероприятий, которые затем проходили в течение всего года. Таким образом 2 мая певица и экс-участники The Nash Ramblers (кроме Роя Хаски-младшего, умершего от рака ещё в 1997 году) воссоединились на подмостках Ryman, справив разом два юбилея — знакового альбома и почтенного зала.
В тот вечер солистка и музыканты полностью повторили трек-лист своей пластинки 1992 года, а также сыграли несколько дополнительных композиций: «The River’s Gonna Run» Бадди и Джулии Миллер, фирменный номер Харрис «Boulder to Birmingham» и песню «Song for Roy» в память о Хаски (её Буш, Рэндалл и Харрис записали и выпустили ещё в 1998 году). Портрет покойного басиста на протяжении всего выступления стоял на сцене, тогда как в рядах The Nash Ramblers инструменталиста заменил Байрон Хаус. По ходу представления был также снят 90-минутный спешл для телеканала PBS. Премьера выпуска состоялась в августе, и в том же месяце вышло ремастерированное переиздание альбома At the Ryman на компакт-диске (с бонус-треками). В 2019 году официальный портал Ryman Auditorium включил шоу Харрис к 125-летию площадки в обзор 20 наиболее вдохновляющих событий, произошедших в зале за прошедшее десятилетие.

## Рецензии
| Оценки критиков                   | Оценки критиков                             |
| Источник                          | Оценка                                      |
| --------------------------------- | ------------------------------------------- |
| Rolling Stone                     | [ 69 ]                                      |
| The Encyclopedia of Popular Music | [ 70 ]                                      |
| MusicHound Country                | [ 71 ]                                      |
| AllMusic                          | [ 72 ]                                      |
| The New Rolling Stone Album Guide | [ 73 ]                                      |
| Country on Compact Disc           | [ 74 ]                                      |
| Christgau's Consumer Guide        | [ 75 ]                                      |
| The Orlando Sentinel              | [ 44 ]                                      |
| Los Angeles Times                 | [ 76 ]                                      |
| The Philadelphia Inquirer         | [ 77 ]                                      |
| The Cincinnati Enquirer           | [ 54 ]                                      |
| The Essential Rock Discography    | [ 78 ]                                      |
| Entertainment Weekly              | A                                           |
| CD Review                         | 9/7                                         |
| Stereo Review                     | Исполнение: сокровище Запись: очень хорошая |
| The Guardian                      | Critic's Choice                             |
| Music Week                        | Pick of the Week                            |
| Stereophile                       | без рейтинга                                |
| People                            | без рейтинга                                |
| Country Music                     | без рейтинга                                |
| Billboard                         | без рейтинга                                |
| RPM                               | без рейтинга                                |
| Time                              | без рейтинга                                |
| The New York Times                | без рейтинга                                |
| The Boston Globe                  | без рейтинга                                |
| Musician                          | без рейтинга                                |

### Альбом
Редактор журнала Rolling Stone Джеймс Хантер написал, что альбом стоит на уровне лучших работ Харрис с The Hot Band, и каждый трек на пластинке достоин внимания. Во главу угла на диске, по словам обозревателя, поставлен голос певицы, который продуцирует неподдельную кантри-страсть и, подобно вокалу Тэмми Уайнетт, раскрывает самую суть песен — будь то легкомысленная «Guess Things Happen That Way» Джонни Кэша или тванговая, жалобная и пронзительная «Walls of Time» Билла Монро. Согласно Хантеру, вокал певицы в этом альбоме эмоционально всегда мощный и никогда не тусклый, что служит наглядной демонстрацией того, как звучит великий кантри-артист, пребывая в своей лучшей форме.
Обозреватель издания Stereo Review Рон Гивенс аналогично Хантеру отметил, что в диапазоне от спетой в церковной манере «Calling My Children Home» до умеренно роковой «Lodi», Харрис в альбоме неизменно наполняет своё хрустальное сопрано подлинными чувствами, какой бы импульс не лежал в их основе: одиночество, разбитое сердце или сожаление. Подход певицы к материалу для диска он описал как победный тур по старой и новой музыке кантри, с отклонением в блюграсс и последующим съездом с проторённой дороги в сторону работ Стивена Фостера и Брюса Спрингстина. «Очевидно, что она любит все эти песни и, более того, она заставляет нас любить их», — заключил журналист.
Культурный обозреватель журнала Time Дженис Кастро назвала альбом упоительным, отметив что на диске расцветают все главные таланты Харрис, в том числе умение выходить за общепринятые рамки музыки кантри. Так, певица с почтением исполняет классику Монро и раскрывает яростную «Guitar Town» Стива Эрла с безмятежной уверенностью; достаточно смекалиста и дерзка, чтобы после «Hard Times» Фостера спеть жутковатую и скорбную «Mansion on the Hill» Спрингстина. «Когда Эммилу Харрис берётся за песню, музыка кантри не знает границ», — констатировала Кастро.
Музыкальный критик Брайан Мэнсфилд в рецензии для журнала CD Review истолковал идею альбома так: Ryman Auditorium — это олицетворение традиций кантри-музыки, а The Nash Ramblers — аллюзия на аппалачский струнный ансамбль; причём «кантри» следует читать как «американской» — именно поэтому сцена старинного здания служит для Харрис местом, где встречаются Стивен Фостер и Стив Эрл. По мнению редактора, At the Ryman не обладает безупречной сепарацией и балансом источников звука по меркам студийных альбомов, но взамен предлагает запись, сделанную в особом, узнаваемом зале с характерной церковной акустикой. Сама певица, согласно Мэнсфилду, звучит на диске как никогда органично и с учётом сильного чувства истории, присущего её музыке, Ryman Auditorium оказался идеальной площадкой для проекта.
Как заметила в своей статье для журнала Entertainment Weekly музыкальная журналистка Аланна Нэш, в новом альбоме Харрис продолжает свой инновационный подход к музыке кантри, который однако расходится с ожиданиями радио, что в последние годы сильно бьёт по успеху певицы в чартах. Представленную на диске подборку песен редактор назвала захватывающей, отдельно отметив треки «Guitar Town», «Hard Times» и «Like Strangers». Похвалить за это, по мнению рецензентки, стоит не только артистку, но и в равной степени The Nash Ramblers — лучший аккомпанирующий ансамбль в карьере Харрис, предлагающий как изысканную инструментальную работ, так и вокальные гармонии, о которых большинство солистов лишь мечтают. «Что радио выбросило, то истинный поклонник кантри подберёт», — резюмировала Нэш.
Музыкальный критик газеты Los Angeles Times Рэнди Льюис счёл, что местами альбом мог бы быть поэнергичнее, но в остальном Харрис своим шоу отдала Ryman Auditorium должную честь. Её умение связывать прошлое и настоящее, по оценке журналиста, никогда не проявлялось лучше, чем в состыковке «Hard Times» Фостера с «Mansion on the Hill» Спрингстина (двух взглядов с разницей в столетие на пропасть между имущими и неимущими), а The Nash Ramblers демонстрируют, что во всех аспектах являются такими же мастерами как и по праву легендарные The Hot Band. Коллега Льюиса из The Boston Globe, Стив Морс, назвал диск реабилитацией Харрис за роспуск The Hot Band, которым была недовольна часть фанов артистки; запечатлённое на диске выступление — сенсационным, а игру музыкантов (особенно Сэма Буша на мандолине) — воодушевляющей.
Рецензируя альбом для газеты The Orlando Sentinel, музыкальный критик Пэрри Геттельман, назвала его превосходной записью, запечатлевшей новый музыкальный вектор Харрис. Согласно журналистке, более спокойный антураж (исторический зал, акустический аккомпанемент) позволил исполнительнице усилить в своём творчестве влияние блюграсса, и в итоге её чистое и красивое своей естественностью сопрано звучит как нельзя органично. Позитивно оценив интерпретации песен «Guitar Town», «Lodi», «Hard Times», «Mansion on the Hill», «Like Strangers», «Calling My Children Home» и «Smoke Along the Track», обозреватель выделила отпускаемые солисткой между номерами комментарии, число которых, по мнению Геттельман, достаточно, чтобы показать непринуждённое обаяние Харрис и любовь, которую певица испытывает к публике и собственной музыке.
По мнению редактора журнала People Ральфа Новака, если бы Харрис уже не являлась самой незаурядной из кантри-артистов, шансы на успех её абсолютно незамысловатого трибьюта Grand Ole Opry были бы невелики. Ключом к успеху этого проекта, по словам критика, стали 16 стандартов, каждый из которых артистка поёт с характерными для неё утончённостью и воодушевлением, а единственным странным выбором на диске является композиция «Abraham, Martin and John», представляющая собой «образчик слезливости». При этом The Nash Ramblers, согласно обозревателю, возможно, и не дотягивают до высоких стандартов The Hot Band, но и старыми развалюхами (как предполагает название группы) их тоже не назовёшь. «Покуда Эммилу не станет носить шляпки с болтающимися на полях ценниками, подобные работы могут даже банальность представить в достойном свете», — подытожил рецензент. Аналогичным образом редактор журнала Musician Питер Кронин, похвалив альбом за органичное сочетание современного и традиионного материала, а также выбранный стиль исполнения, заключил, что в руках менее талантливого артиста затея с шоу в Ryman Auditorium могла бы выглядеть как очередной маркетинговый ивент «Города музыки», но у Харрис мероприятие смотрится столь же естественно как и её струящиеся седые волосы, и в итоге из всей этой суматохи артистка выходит с одним из своих самых воодушевляющих проектов.
Музыкальный критик The New York Times Стивен Холден описал новый концептуальный альбом Харрис как её наивысшее достижение. Превосходная, по оценке журналиста, группа The Nash Ramblers созвучна харрисовскому видению кантри как изысканной roots-музыки ещё сильнее, чем широко почитаемая The Hot Band. В то же время ставшее с годами жёстче и сильнее пение артистки и украшенные мандолиной и фиддлом аранжировки, согласно рецензенту, создают на диске идеальный баланс между энергичным напором и печальной одухотворённостью. Отметив в контексте представленного на лонгплее материала широту взгляда певицы на музыку кантри, как всегда простиравшегося далеко за пределы Нэшвилла, одним из самых впечатляющих номеров в альбоме Холден назвал скромное акустическое прочтение хита Диона «Abraham, Martin and John», совмещённое с горестной элегией «It’s a Hard Life Wherever Your Go» Нэнси Гриффит.
Обозреватель журнала Country Music Рич Кинцле позиционировал At the Ryman как потрясающую пластинку для знакомства с особым сочетанием современности и традиционности, свойственным творчеству Харрис (особенно для более молодых людей, не следивших за карьерой певицы все прошлые годы, или же тех, кто ранее вообще не увлекался музыкой кантри). Наградив хвалебными эпитетами все остальные песни на лонгплее, автор тем не менее счёл претенциозным попурри «It’s a Hard Life» / «Abraham, Martin and John». При этом, по мнению рецензента, акустическая группа The Nash Ramblers в альбоме неизменно доказывают свою универсальность, так что слушатель даже не будет скучать по характерному ранее для The Hot Band звукоусилению. В целом же Харрис, музыканты и продюсер Ричард Беннетт, согласно Кинцле, более чем оправдывают ожидания на этом диске. «Он акустический, но электризующий», — резюмировал журналист.
Редакторы журнала Billboard отметили, что привязанность Харрис к выбранным ей для лонгплея песням столь сильна, что эти композиции источают сияние, и предрекли At the Ryman попадание во многие списки «альбомов года». Обозреватель издания RPM Уолт Грилиш описал вокал артистки как «духовно чистый, почти священный», а пластинку в целом как имеющий «невероятную развлекательную ценность» и способный вернуть внимание к певице, уже довольно давно не «зажигавшей» чарты. По мнению рецензентки из журнала Music Week Карен Фоу, голос Харрис, безусловно, утратил былую резкость, но всё ещё творит чудеса в сочетании с фиддлом, банджо и мандолиной. Материал же, хотя и подан в непринуждённой манере, достаточно атмосферен для поддержания интереса слушателя. Музыкальный критик Роберт Кристгау коротко обозначил суть проекта как «хутенанни одной женщины со старыми добрыми песнями на новый лад».
Обозреватель журнала Stereophile Ричарт Ленерт указал на серьёзные проблемы певицы с голосом, который на диске она в итоге контролирует с большим трудом. При этом некоторые песни, исполненные Харрис на лонгплее, согласно редактору, заслуживают лучшего, так как солистка раскрывает их либо поверхностно, либо не раскрывает вовсе (в качестве примеров он привёл треки «Guitar Town», «Mansion on the Hill» и «If I Could Be There»). Похвалив её прочтение композиций «Cattle Call», «Hard Times» и «Calling My Children Home», идеальный вкус в подборе материала, игру музыкантов The Nash Ramblers и в целом сам переход артистки к акустике, Ленерт заключил, что прекрасная концепция проекта сработала лишь наполовину. Однако, по его мнению, At the Ryman всё равно достоин покупки и прослушивания, так как даже посредственный альбом Харрис превосходит лучшие пластинки практически любого другого кантри-артиста.

### ТВ-спешл и видео
| Оценки критиков      | Оценки критиков              |
| Источник             | Оценка                       |
| -------------------- | ---------------------------- |
| Los Angeles Times    | (LaserDisc)                  |
| CD Review            | (LaserDisc)                  |
| Entertainment Weekly | A (TV)                       |
| Los Angeles Times    | без рейтинга (TV)            |
| AllMusic             | без рейтинга (VHS)           |
| Country Music        | без рейтинга (VHS/LaserDisс) |
| The Orlando Sentinel | без рейтинга (TV)            |

Телекритик газеты The Orlando Sentinel Грег Доусон оценивал спешл At the Ryman в сравнении с показанным на той же неделе шоу Гарта Брукса This Is Garth Brooks. По мнению журналиста, на фоне Брукса Харрис с её полупрозрачным ангельским голосом, сельскими акцентом, приятной программой блюграсс- и кантри-песен на сцене почтенного Ryman Auditorium выглядит кантри-пуристом. Тем не менее обозревателя озадачило, что в закулисных интервью артистка, напротив, общается без южного говора и со своей правильной дикцией, седыми волосами до плеч и очками в тонкой оправе походит на профессора женских исследований из Sarah Lawrence College, а члены The Nash Ramblers изъясняются как выпускники колледжа свободных наук и искусств с Севера. Желающим получить счастливый музыкальный опыт, а не ужаснуться «абсолютно сошедшему с ума кроссовер-тренду, похожему на результат неудачного эксперимента в генетической лаборатории», Доусон в итоге рекомендовал смотреть концерт Харрис.
Музыкальный критик газеты Los Angeles Times Рэнди Льюис написал, что спешл певицы эффективно и непринуждённо работает на самых разных исторических и музыкальных уровнях, представляя собой виртуальную прогулку по истории жанра кантри и его стилей — от «А» до «Я». Безупречно интерпретируя песни, артистка, согласно рецензенту, в отдельных номерах демонстрирует также обеспокоенность социальными проблемами, что почти не встречается у современных кантри хит-мейкеров. Помимо этого, журналист выделил общую искренность и беспретенциозность проекта, отсутствие в нём спецэффектов и ярких нарядов, равно как меркантильности и попыток самовосхваления либо прославления Grand Ole Opry (хотя и концертная площадка, и телеканал, снимавший выпуск, и парк Opryland USA, где базируется радиошоу, принадлежат одной компании). «Когда объединяются две кантри-институции, столь почитаемые как Харрис и Ryman, разве можно рассчитывать на меньшее?», — заключил Льюис.
Согласно рецензентке из журнала Entertainment Weekly Аланне Нэш, Харрис в своём спешле музыкально также авантюрна как и обычно, представляя крепкий и духоподъёмный сет-лист из блюграсс-, кантри-, поп- и олд-тайм-композиций. Помимо этого, редактор выделила короткие интервью между номерами, снятые Байроном Бинкли на фоне характерного амбарного задника Ryman Auditorium и скомпонованные таким образом, чтобы не нарушать целостность песен. Хотя мерцающее сопрано артистки, по наблюдению Нэш, временами сбоит (как в открывающей песне «Guitar Town», так и в последующей «Half as Much»), певица, собравшись силами, в итоге демонстрирует мощное выступление. В эпоху, когда всё больше кантри-исполнителей полагаются на рок-н-ролльный эпатаж и нанимают второсортных гастрольных музыкантов, Харрис, по замечанию журналистки, отважилась собрать акустический коллектив высшей пробы, The Nash Ramblers, музыкальное мастерство которого — ровня её собственному. «Призраки в старом Ryman, без сомнения, ей подпевали», — резюмировала обозреватель.
По оценке портала AllMusic, концертное видео At the Ryman ярко показывает один из многих «экстраординарных даров» Харрис — искреннее стремление продвигать таланты других, будь то авторы песен, которые она поёт, или аккомпанирующие ей музыканты. Отдавая дань многим ветвям музыки кантри, она также демонстрирует выдающееся исполнительское мастерство группы The Nash Ramblers, легко и непринуждённо обеспечивающей певице виртуозную поддержку. «Великолепный альбом величайшей артистки в современного кантри», — заключил ресурс. Журнал Country Music включил видео At the Ryman в свою ежемесячную рубрику Essential Collectors, в которой рассматриваются релизы, рекомендуемые к покупке для кантри-коллекционеров.
Обозреватель журнала CD Review Тим Райли в своём материале о недостатках новомодных LaserDisc-релизов рассмотрел и концертник Харрис. Отметив прекрасную группу, высококлассный материал и лучшую для акустического традиционализма площадку, концепцию видео он тем не менее назвал провальной. Так, по замечанию автора, на диске не хватает пяти из 16 номеров, присутствовавших в аудиоверсии выступления, плюс после каждой песни следуют интервью с музыкантами и певицей, не дающие зрителю полностью погрузиться в шоу. При этом вопреки обоснованным ожиданиям от проекта определённой элегантности, беседы с артисткой смонтированы так, что накладываются на вступления к песням, а сама Харрис, говоря о композиции «Lodi», рассказывает, как открывала ей свои ранние концерты, но даже не упоминает ни Джона Фогерти, ни Creedence Clearwater Revival. В заключение Райли пожаловался на малый хронометраж релиза, занимающего лишь одну сторону лазерного носителя: «Хуже необходимости вставать и переворачивать диск может быть только… отсутствие возможности встать и перевернуть диск».

## Списки треков и эпизодов

### Альбом
Оригинальные издания на LP, MC и CD.
| №                   | Название                                                        | Автор(ы)                                  | Длительность |
| ------------------- | --------------------------------------------------------------- | ----------------------------------------- | ------------ |
| 1.                  | «Guitar Town»                                                   | Стив Эрл                                  | 2:56         |
| 2.                  | «Half as Much»                                                  | Кёрли Уильямс                             | 3:00         |
| 3.                  | «Cattle Call»                                                   | Текс Оуэнс                                | 3:11         |
| 4.                  | «Guess Things Happen That Way»                                  | Джек Клемент                              | 2:25         |
| 5.                  | «Hard Times»                                                    | Стивен Фостер                             | 3:25         |
| 6.                  | «Mansion on the Hill»                                           | Брюс Спрингстин                           | 4:25         |
| 7.                  | «Scotland»                                                      | Билл Монро                                | 2:57         |
| 8.                  | «Montana Cowgirl»                                               | Рэй Парк                                  | 3:08         |
| 9.                  | «Like Strangers»                                                | Будло Брайант                             | 4:56         |
| 10.                 | «Lodi»                                                          | Джон Фогерти                              | 3:06         |
| 11.                 | «Calling My Children Home»                                      | Дойл Лоусон, Чарльз Уоллер, Роберт Йейтс  | 3:14         |
| 12.                 | «If I Could Be There»                                           | Киран Кейн, Джейми О' Хара                | 3:30         |
| 13.                 | «Walls of Time»                                                 | Билл Монро, Питер Роуэн                   | 4:45         |
| 14.                 | «Get Up John»                                                   | Билл Монро, Марти Стюарт, Джерри Салливан | 4:25         |
| 15.                 | «It's a Hard Life Wherever You Go» / «Abraham, Martin and John» | Нэнси Гриффит / Ричард Холлер             | 7:07         |
| 16.                 | «Smoke Along the Track»                                         | Алан Роуз                                 | 4:16         |
| Общая длительность: | Общая длительность:                                             | Общая длительность:                       | 60:46        |

Бонус-треки
Присутствуют в CD- и ЦД-переизданиях 2017 года. При покупке LP-переиздания в оффлан- или онлайн-магазине Ryman Auditorium прилагались в виде бонусного SP.
| №   | Название                                            | Автор(ы)                                                                                   | Длительность |
| --- | --------------------------------------------------- | ------------------------------------------------------------------------------------------ | ------------ |
| 17. | «Rollin' and Ramblin' (The Death of Hank Williams)» | Линда Уильямс, Робин Уильямс, Джером Кларк                                                 | 3:33         |
| 18. | «The Nash Ramble»                                   | Эммилу Харрис, Ларри Атаманюк, Рой Хаски-младший, Сэм Буш, Эл Перкинс, Джон Рэндалл Стюарт | 3:32         |

### Видео
Список эпизодов дан по LaserDisc-изданию. Версия на VHS идентична по контенту, но имеет менее подробное оглавление из 12 пунктов. Хронометраж обоих релизов — 45 мин.
1. Введение
2. «Guitar Town»
3. Интервью с Харрис, Роем Хаски-младшим и Сэмом Бушем
4. «Half as Much»
5. Интервью с Элом Перкинсом и Джоном Рэндаллом Стюартом
6. «Guess Things Happen That Way»
7. Интервью с Ларри Атаманюком
8. «Smoke Along the Track»
9. Харрис рассказывает о песне «Hard Times»
10. «Hard Times»
11. «Scotland»
12. Харрис рассказывает о песнях «It’s a Hard Life Wherever You Go» и «Abraham, Martin and John»
13. «It’s a Hard Life Wherever You Go» / «Abraham, Martin and John»
14. «Lodi»
15. «Walls of Time»
16. Харрис рассказывает о песне «Calling My Children Home»
17. «Calling My Children Home»
18. «Get Up John»

## Награды и номинации
Премия «Грэмми»
Награда Национальной академии искусства и науки звукозаписи.
| Год  | Категория                                               | Работа       | Итог      | Прим.  |
| ---- | ------------------------------------------------------- | ------------ | --------- | ------ |
| 1993 | «Лучшее кантри-исполнение дуэтом или группой с вокалом» | At the Ryman | Победа    | [ 20 ] |
| 1993 | «Лучшее инструментальное кантри-исполнение»             | «Scotland»   | Номинация | [ 99 ] |

IBMA Awards
Награда Международной ассоциации блюграсса.
| Год  | Категория     | Работа          | Итог      | Прим.   |
| ---- | ------------- | --------------- | --------- | ------- |
| 1992 | «Альбом года» | At the Ryman    | Номинация | [ 101 ] |
| 1992 | «Песня года»  | «Walls of Time» | Номинация | [ 101 ] |

## Позиции в чартах
| Год  | Чарт                                      | Высшая позиция | Прим.   |
| ---- | ----------------------------------------- | -------------- | ------- |
| 1992 | США, Billboard, Top Country Albums        | 32             | [ 102 ] |
| 1992 | США, Billboard, Billboard 200             | 174            | [ 103 ] |
| 1992 | США, Cash Box, Top 75 Country Albums      | 32             | [ 104 ] |
| 1992 | США, Cash Box, Top 200 Pop Albums         | 121            | [ 105 ] |
| 1992 | Великобритания, UK Country Artists Albums | 3              | [ 106 ] |
| 2017 | Великобритания, UK Country Compilations   | 5              | [ 107 ] |

## Персонал
| Музыканты Эммилу Харрис — гитара, основной вокал The Nash Ramblers: - Ларри Атаманюк — ударные, перкуссия, вокальные гармонии - Рой Хаски-младший — контрабас, вокальные гармонии - Сэм Буш — мандолина, фиддл, вокальные гармонии - Эл Перкинс — добро, банджо, акустическая гитара, вокальные гармонии - Джон Рэндалл Стюарт — акустическая гитара, мандолина, вокальные гармонии | Техперсонал - Продюсирование: Аллен Рейнольдс и Ричард Беннетт - Запись: мобильная студия Record Plant Remote (Нью-Йорк) - Ремикширование: Jack’s Tracks Recording Studio, Нэшвилл, Теннесси - Инженеры звукозаписи: Марк Миллер, Кустер Макаллистер - Инженер ремикширования: Марк Миллер - Сервис-инженер: Пол Престипино - Менеджер сцены по звуку: Скип Кент - Ассистент по звуку: Ричард Аспинуолл - Мастеринг: Денни Парселл, Georgetown Masters. Inc - Цифровое редактирование: Карлос Гриер - Тур-менеджер: Монти Хичкок - Дорожная команда: Сэм Паркер (звук в зале), Лес Бэнкс (мониторы), Мэйпл Бёрн (менеджер сцены) - Концертное агентство: Buddy Lee Attractions - Арт-дирекшн: Лора Липума-Нэш - Дизайн: Б. Миддлуорт - Фотография: Джим Макгуайр - Стилист: Rique - Линогравюра на обложке: Джим Шерраден / Hatch Show Prints - Монтаж видеоверсии: Кларк Гэлливан - Исполнительный продюсер видеоверсии: Дженис Азрак |

## Полезные ссылки
- Альбом At the Ryman (переиздание) на YouTube (аудио-плейлист)

## Комментарии
1. ↑  Харрис начала выступать с ансамблем ещё до того, как он обзавёлся официальным названием[13].
2. ↑  В таком случае Nash (фамилия основателя компании Nash Motors Чарльза Нэша) трактуется как сокращение от Nashville. В свою очередь слова вроде ramble или ramblers, означающие соответственно праздное шатание (особенно по сельской местности), или людей, которые проводят время подобным образом, крайне распространены в названиях блюграсс-групп, композиций, альбомов, тематических музыкальных передач, концертных программ, фестивалей и тому подобного.
3. ↑  Концерты в здании перестали проводиться во многом потому, что оно не отвечало актуальным требованиям пожарной безопасности[20]. Кроме того, строение не кондиционировалось (взамен зрителям предлагалось покупать вееры по цене в один доллар) и находилось в непривлекательном для туристов даунтауне. Артисты жаловались на текущий из-за жары макияж, отсутствие гримёрок и общую ветхость строения. Недовольство площадкой показывали и опросы публики. Ещё в первой половине 1970-х годов снос здания (ввиду экономической нецелесообразности реновации) являлся для его собственника приоритетным вариантом. Однако на фоне протестов общественности и ряда знаменитостей, решение о судьбе Ryman Auditorium было тогда отложено на неопределённый срок[21].
4. ↑  В декабре 1996 года Спрингстин дал свой первый концерт в Ryman Auditorium. Одну из песен он посвятил Харрис, которая в тот вечер была в зале[33].
5. ↑  Pickin' party (picking с англ. — извлечение звука из струнного музыкального инструмента, цепляние струн; party — вечеринка) — собрание блюграсс-музыкантов с целью музицирования. Обычно проходит в неформальной (домашней) обстановке. Участники мероприятия по очереди (например, по часовой стрелке) предлагают композиции для исполнения. Предложивший сыграть песню становится «ответственным» за неё — назначает тональность и темп, командует в какой момент её начинать и заканчивать, по ходу игры может, например, кивком головы переадресовать исполнение соло другому участнику вечеринки[37].
6. ↑  Конкретные данные о количестве зрителей в разных источниках варьируются. Журнал Billboard даёт вилку в 250—350 человек[10]. Издание Goldmine называет цифру в 350[8]. Газета The Tennessean — в 200[29]. То же число приводят музыкальные журналисты Джим Браун[40] и Холли Джордж-Уоррен[1], а также документалисты Кен Бёрнс и Дэйтон Данкан[22]. Сопродюсер концерта и альбома Ричард Беннетт говорит о пороге «в районе 200 человек»[41]. Сама Харрис называет ограничение в 250[42]. Наконец журнал Cash Box печатает суммарное число посетителей всех трёх концертов: «приблизительно 900»[43].
7. ↑  По завершении номера, Харрис со сбившимся дыханием объясняет публике, что обещала Монро станцевать под его песню[44]. Сам же 80-летний певец, по воспоминаниям Сэма Буша, плясал так усердно, что на третьем концерте ему пришлось принять нитроглицериновые таблетки для сердца[29].
8. ↑  Бьюкенен в 1991 году был фигурой, от которой непосредственно зависело получит Харрис разрешение на выступление в Ryman или нет[29].
9. ↑  Провинциальная старая дева в соломенной шляпке с неотрезанным ценником «$1,98» и в безвкусном сельском платье — сценический образ знаменитой кантри-комедиантки Минни Пёрл (1912—1996), регулярно выступавшей в шоу Grand Ole Opry с 1940 года[92]. В истории этой передачи известность также получил момент, когда артистка расплакалась на сцене в ходе прощальной (перед переездом в новое здание) трансляции из Ryman Auditorium 9 марта 1974 года[19].
10. ↑  Согласно обозревателю, Брукс, который в дыму и пурпурном сиянии софитов разбивает гитары на стадионе Reunion Arena и, будучи по происхождению оки, почему-то поёт об опасных улицах Бедфорд — Стай, демонстрирует скорее злую сатиру на кантри-звезду, продавшую свои корни ради мегапопулярности, нежели настоящий или даже постановочный концерт.
11. ↑  Альбом разбит на 16 треков, однако дорожка № 15 объединяет в себе две песни («It’s a Hard Life Wherever You Go» и «Abraham, Martin and John»). Поэтому в прессе и литературе, в зависимости от подхода и контекста, релиз иногда упоминается как 16-трековый, а иногда как состоящий из 17 композиций.
12. ↑  В оглавлении VHS-релиза разговорные эпизоды, включая введение, не учтены, а сдвоенный песенный номер «It’s a Hard Life Wherever You Go» / «Abraham, Martin and John» отмечен как два отдельных.